# Alex Metzger
Alexander "Alex" Metzger (ur. 22 lutego 1973 w Berlinie) – niemiecki bobsleista, mistrz świata z 2001 roku.

## Kariera sportowa
Zajął 5. miejsce w czwórce mężczyzn (razem z René Spiesem, Christophem Heyderem i Enrico Kühnem) na Zimowych Igrzyskach Olimpijskich w Turynie.